# Il sale di questo mare
Il sale di questo mare (Milh Hadha al-Bahr) è un film del 2008 diretto da Annemarie Jacir.
Il personaggio protagonista è interpretato dalla poetessa Suheir Hammad, affiancata dall'attore Saleh Bakri nel suo primo ruolo in un film arabo. Si tratta del primo lungometraggio della storia del cinema ad essere stato diretto da una regista donna palestinese.

## Trama
Soraya è una giovane palestinese di 28 anni residente a Brooklyn. Dopo la morte del padre, decide di intraprendere un viaggio nella terra d’origine della propria famiglia, che si trova sotto l'occupazione israeliana. Al suo arrivo, viene catapultata in una realtà di cui non immaginava le complicazioni, non solo per gli abitanti palestinesi, ma anche per lei stessa. Nella città di Ramallah, cerca di recuperare inutilmente i risparmi dei nonni, cacciati durante la Nabka del 1948, e che ora si trovano congelati in una banca locale britannica. Affinché il denaro non vada perduto, Soraya decide di restare in Palestina. In questo luogo pieno di contrasti, la giovane donna inizia a provare un senso di ribellione a causa delle sofferenze inflitte alla popolazione, ma si sente anche attratta da una energia nuova. Per mantenersi trova lavoro in un ristorante, dove incontra Emad. Al contrario di lei, Emad sogna di lasciare la sua terra e di emigrare all'estero. Insieme, elaborano un piano ai danni della banca per recuperare il denaro che appartiene a Soraya.

## Produzione
Il sale di questo mare è il primo lungometraggio scritto e diretto da Annemarie Jacir. Fu girato in Palestina nel 2007. Le riprese durarono cinque settimane. La regista impiegò cinque anni per trovare i fondi e durante la produzione del film incontrò molteplici difficoltà a causa delle leggi vigenti. Gli attori palestinesi non avevano il permesso di spostarsi da una città a un'altra senza l'autorizzazione israeliana. Molti luoghi non erano accessibili, non era possibile effettuare riprese aeree e l'attore Saleh Bakri, nel suo primo film arabo, essendo palestinese con cittadinanza israeliana, non poteva secondo la legge israeliana recarsi a Ramallah. Il film fu quindi completato in Francia.
La poetessa Suheir Hammad era amica della regista. Le fu offerta la parte senza avere nessuna esperienza pregressa nel campo della recitazione. La regista la scelse per la sua totale somiglianza con Soraya, la protagonista del film.

## Accoglienza
Il film fu presentato in concorso nella sezione Un Certain Regard del Festival di Cannes 2008. Successivamente, fu proiettato in numerosi festival cinematografici ottenendo un grande successo di critica. Il film fu inoltre selezionato dall'Academy per concorrere ai Premi Oscar 2009 come miglior film in lingua straniera ma alla fine non ottenne la candidatura.

## Riconoscimenti
2008 – Festival di Cannes
- Candidatura al miglior film sezione Un Certain Regard
- Candidatua alla Caméra d'or per Annemarie Jacir

2008 – Giornate cinematografiche di Cartagine
- Premio Randa Chahal ad Annemarie Jacir

2008 – Cinefan Festival of Asian and Arab Cinema (India)
- Premio speciale della giuria al miglior film
- Premio FIPRESCI al miglior film

2008 – Festival internazionale del cinema di Dubai
- Migliore sceneggiatura per Annemarie Jacir
- Candidatura al miglior film

2008 – Festival internazionale del cinema di San Sebastián
- Premio Cinema in Motion per Annemarie Jacir